# Beleg van Hachigata (1568)
Het eerste Beleg van Hachigata vond plaats in 1568, tijdens de Japanse Sengoku-periode. Takeda Shingen belegerde kasteel Hachigata van de Hojo-clan, onder leiding Hojo Ujikuni, maar was niet in staat het in te nemen. Shingen begaf zich hierna naar het zuiden om kasteel Takiyama te belegeren, voordat hij doortrok naar de hoofdstad van de Hojo, Odawara.